# Vasili Kamenski
Vasili Vasiljevitsj Kamenski (Russisch: Василий Васильевич Каменский) (Perm, 17 april 1884 - Moskou, 11 november 1961) was een Russisch schrijver en dichter, alsook een van de eerste Russische vliegeniers.

## Leven en werk
Kamenski werd geboren als zoon van een inspecteur bij de goudmijnen in Perm en verloor al vroeg beide ouders. Hij werkte als klerk en werd later journalist. Al op jonge leeftijd raakte hij betrokken in links-revolutionaire agitatie en kreeg in 1904 een korte gevangenisstraf wegens het organiseren van een staking. Na zijn vrijlating maakte hij een aantal verre reizen, onder meer naar Istanboel en Teheran. 
In 1906 vestigde Kamenski zich te Moskou, waar hij verzeild raakte in literaire kringen, zijn eerste verhalen publiceerde (Kamenka in 1910) en bevriend raakte met David Boerljoek en Velimir Chlebnikov. Twee jaar later richtten zij de pro-futuristische groepering ‘Hylaea’ op, bij welke zich vervolgens ook Vladimir Majakovski en Aleksej Kroetsjonych aansloten. Daarmee werd Kamenski een belangrijk exponent van het Russisch futurisme; samen met Majakovski en Boerljoek organiseerde hij in 1913-1914 een befaamde futuristische tournee door 17 Russische steden.
In 1914 verscheen ook zijn bekende futuristische gedichtenbundel Tango met koeien en in 1915 schreef hij zijn beroemde lange poëem Stenka Razin, over de 17e-eeuwse rebel Stenka Razin. 
Kamenski schaarde zich in 1917 achter de Russische Revolutie en had bij de eerste verjaardag van de Revolutie veel succes met een toneelbewerking van zijn Stenka Razin. In de jaren twintig sloot hij zich nog aan bij de LEF-groepering rondom Majakovski. Dat kon echter niet voorkomen dat zijn literaire carrière vervolgens in het slop raakte. Hij publiceerde in de Stalintijd nog twee historische drama’s alsook zijn memoires, maar deze werden nauwelijks nog opgemerkt.
In 1948 kreeg Kamenski een hersenbloeding waarna hij gedeeltelijk verlamd raakte. Hij stierf in 1961 te Moskou.